# Karpokratés
Karpokratés Alexandrijský byl gnostik z první poloviny 2. století. Údaje o něm a jeho následovnících Karpokratovcích jsou známé pouze zprostředkovaně ze spisů církevních otců, zejména Ireneje z Lyonu a Kléménse Alexandrijského. Možnosti rekonstrukce podoby učení a praktik jsou tedy omezené, neboť tyto dokumenty nebyly vytvořeny s cílem věrně zachytit skutečnost, ale mnohdy spíše ukázat údajnou mylnost a lživost těchto konkurenčních skupin a tak posloužit při jejich potírání. Míra znalostí hereziologů byla také proměnlivá a o některých jednotlivcích či skupinách poměrně jednostranná a omezená.

## Irenej z Lyonu
Nejranější a nejvíce barvitý popis Karpokrata a jeho následovníků pochází od Ireneje (zemřel asi 202 n. l.) v jeho spisu Proti bludům (zkrácený latinský název Adversus Haereses), ve kterém dával původ gnóze do spojitosti s Šimonem Mágem a který obsahoval popis doktríny a praktik Karpokratovců. Napsal, že nevěřili v Ježíšovo božství, ale protože jeho duše byla “nezlomná a čistá”, tak si “pamatoval ty věci, kterým byl svědkem ve sféře nestvořeného Boha” (podobnost s Platónovým konceptem Anamnésis). Z tohoto důvodu byl Ježíš schopný osvobodit se od materiální síly (kterou ostatní gnostikové nazývali Archón či Demiurg). Karpokratovci měli věřit, že oni sami mohou transcendovat materiální říši a tak nebýt dále spoutaní příkazy micvot, které byly založeny na materiálních silách, nebo jakoukoli jinou morálkou, kterou považovali za pouhý lidský zákon. Irenej nabídl tuto víru jako vysvětlení jejich zhýralého prostopášného chování. Dle Ireneje Karpokratovi následovníci věřili, že aby opustili tento svět, musí uvězněná věčná duše člověka projít každou možnou okolností či stavem zemského života, což mělo být možné stihnout v průběhu jednoho lidského života. Následkem toho Karpokraté dělali “všechny ty věci, o kterých nechceme ani mluvit ani o nich slyšet”, aby se poté, co zemřeli, nemuseli opět inkarnovat, ale mohli se navrátit k Bohu. Irenej říká, že praktikovali různé magické umění a vedli zhýralý život. Také prý vlastnili portrét Krista, který měl vytvořit Pilát Pontský během jeho života. Tento obraz vystavovali a zdobili věnci společně s vyobrazeními Platóna, Pythagora a Aristotela a dalších světských filosofů. Ostatní způsoby uctívání pak vykonávali podobně jako pohané.

## Kléméns Alexandrijský
Karpokratés je také zmiňován Kléménsem Alexandrijským v jeho díle Strómata (řecky Strómateis – “Koberce”). Kléméns rozsáhle cituje ze spisu O poctivosti, který měl napsat Karpokratův syn Epifanés (mimo Kléménsovu citaci však o tomto spisu nejsou žádné další informace). Tvrdí, že rozdíly v třídách a vlastnictví majetku jsou nepřirozené a že by majetek a ženy měly být společné všem. Dále tvrdí, že na jejich shromážděních, prohlašovaných za “hodiny lásky a sjednocení”, se věnovali obžerství a sexuálním výstřednostem (“měli pohlavní styk kdekoliv chtěli a s kýmkoliv chtěli”). Karpokratés měl pak pocházet z Alexandrie, přestože jeho sekta se vyskytovala hlavně v Kelafonii.

## Tajné Markovo evangelium
Karpokratés je také zmiňován v kontroverzním dopisu z Mar Saba, který údajně napsal také Kléméns Alexandrijský. Tento dopis údajně nalezl Morton Smith v roce 1958 v knihovně kláštera Mar Saba (jihovýchodně od Jeruzaléma). Dopis zmiňuje a cituje z dříve neznámého Tajného Markova evangelia, jež měl údajně možnost Karpokratés okopírovat v Alexandrii. Dopis tvrdí, že jeho zdeformovaná kopie tohoto evangelia pak kolovala mezi Karpokratovými následovníky.
O Karpokratovi se zmiňovali také Tertulián a Hippolytos Římský, kteří, jak se zdá, spoléhali na Irenejovy informace.